# الجنـة (المضاربة والعارة)

تعديل مصدري - تعديل

الجنـة هي إحدى قرى عزلة العارة بمديرية المضاربة والعارة التابعة لمحافظة لحج، بلغ تعداد سكانها 160 نسمة حسب تعداد اليمن لعام 2004.